# Le Mors aux dents (série télévisée)
Pour les articles homonymes, voir Le Mors aux dents.
Le Mors aux dents est une série télévisée québécoise en 33 épisodes de 25 minutes en noir et blanc scénarisée par Lise Lavallée et diffusée du 10 novembre 1961 au 29 juin 1962 à la Télévision de Radio-Canada.

## Fiche technique
- Scénarisation : Lise Lavallée
- Réalisation : André Bousquet
- Société de production : Société Radio-Canada

## Distribution
- Gilles Pellerin : Paul-Émile Robitaille
- Jocelyne France : Hélène Robitaille
- Paul Davis : Yvan Robitaille
- Reynald Rompré : Claude Robitaille
- Yves Gélinas : Maurice Robitaille
- Andrée Lafleur : Nicole Robitaille
- Fernande Larivière : Mme Robitaille
- Denise Bombardier : Gaby Fournier
- Serge Lasalle : André Fournier
- Julien Lippé : M. Fournier
- Luce Triganne : Mme Fournier
- Yvon Deschamps : Bernard Locas
- Véronique Vilbert : Francine Locas
- Pierre Boucher : Clément Giroux
- André Montmorency : Bruno Giroux
- Janine Sutto : Noémi Giroux
- Jacques Bilodeau : Robert Galipeau
- Guy Boucher : Claude Goulet
- Rolland Bédard : M. Bolduc
- Yvon Carmel : Baron
- René Caron : Frère
- Roland Chenail : Frère
- Rolland D'Amour : Leduc
- Marc Favreau : M. Dubuc
- Edgar Fruitier : Frère directeur
- Roger Garceau : M. Lavigne
- Micheline Herbart : Jeannette Lagacé
- Guy L'Écuyer : Frère
- Mirielle Lachance : Louisette
- Suzanne Langlois : Mme Monfette
- Roland Laroche : Frère
- Réjean Lefrançois : Cadieux
- Hélène Loiselle : Mlle Laberge
- Benoît Marleau : Mercier Baillargeon
- Denise Proulx : Cliente
- Louise Rémy : Claire
- Maurice Tremblay : Jean-Roch Godin